# 体仁阁大学士
体仁阁大学士，为清朝内阁大学士之一，正一品衔。掌管处理国家大政、贊詔命，釐憲典，議大禮大政等职责。
乾隆十三年（1748年），清廷调整大学士设置，取消中和殿大学士，增设体仁阁大学士，以三殿、三阁（保和殿、文华殿、武英殿、文渊阁、东阁、体仁阁）为定制。体仁阁大学士排名最后，大学士的迁转也大多按从体仁阁至文华殿这样的顺序迁转。当然并不一定要从体仁阁开始作为起步。
杨廷璋为首位体仁阁大学士。
- 体仁阁大学士：杨廷璋、劉墉、朱珪、费淳、戴衢亨、刘权之、曹振镛、伯麟、孙玉庭、蒋攸铦、卢荫溥、潘世恩、阮元、卓秉恬、祁寯藻、贾桢、叶名琛、翁心存、周祖培、曾国藩、朱凤标、文祥、宝鋆、英桂、载龄、全庆、灵桂、额勒和布、恩承、张之万、福錕、崑岡、徐桐、王文韶、孙家鼐、敬信、裕德、世续、那桐、张之洞、鹿传霖、陆润庠、徐世昌